# Chapelle, Glâne
Chapelle är en ort och kommun i distriktet Glâne i kantonen Fribourg, Schweiz. Kommunen hade 349 invånare (2023).